# Sven von Storch
Sven Andreas von Storch Krüger (Osorno, 23 de diciembre de 1970) es un empresario germano-chileno. Junto a su esposa, la diputada alemana Beatrix von Storch, encabeza varias redes políticas relacionadas con el partido de derecha Alternativa para Alemania (AfD). En Latinoamérica, ha creado vínculos con políticos como Jair Bolsonaro de Brasil y José Antonio Kast de Chile.

## Biografía

### Primeros años y familia
Nació en Osorno, Región de Los Lagos, Chile, hijo de Berndt von Storch y de Antje Kruger. Su padre emigró a aquel país desde Alemania después de la Segunda Guerra Mundial, luego de que la finca de su familia en Parchow, distrito de Rostock en Mecklemburgo, en la antigua zona de ocupación soviética, fuera expropiada. Berndt inició una vida como agricultor en Chile y conoció allí a su futura esposa, quien también era alemana.
Sven von Storch creció como uno de cuatro hermanos y recibió su educación escolar en Chile. En el undécimo grado asistió a una escuela en Alemania. Después de graduarse de la escuela secundaria en Chile, Sven von Storch viajó a Alemania para estudiar administración de empresas y ha vivido en Alemania desde entonces. Completó sus estudios con un título en administración de empresas.
Después de Die Wende, su hermano Thomas compró al estado alemán lo que antes había sido propiedad de sus abuelos en Mecklemburgo. Este hermano murió en un accidente de avión en 2004. Otro de sus hermanos, Klaus, es ingeniero aeroespacial y expiloto de la Fuerza Aérea de Chile.
Mientras estudiaba, von Storch conoció a su futura esposa Beatrix de Oldemburgo alrededor de 1993; se casaron en octubre de 2010 en el palacio de Eutin y viven juntos en Berlín. Beatrix, descendiente de la Casa de Oldemburgo y nieta de Lutz Schwerin von Krosigk, adoptó el apellido de von Storch tras el matrimonio.

### Actividad política
El primer proyecto junto a su futura esposa fue la fundación de la Asociación de Estudiantes de Gotinga para el Estado de Derecho. Protestó contra la negativa del gobierno de Helmut Kohl a devolver sus propiedades a los terratenientes expropiados en la zona de ocupación soviética entre 1945 y 1949. Posteriormente, la pareja fundó la asociación Alianza por el Estado de Derecho, que hizo campaña contra el reconocimiento de las expropiaciones resultantes de la reforma agraria de la República Democrática Alemana por parte del entonces gobierno federal de Kohl.
Según el investigador y académico Alexander Häusler, Beatrix y Sven von Storch dirigen una red de campaña en el contexto de la AfD, que tiene un grupo de asociaciones y sitios web de los que Sven von Storch es responsable. Las posturas promovidas por estos medios son conservadoras y abarcan temas como el euroescepticismo, antiglobalismo, anticomunismo, críticas a los estudios de género y a la educación sexual, oposición al matrimonio entre personas del mismo sexo y oposición a la inmigración, entre otras. Von Storch es crítico del Fondo Monetario Internacional y de la Organización Mundial de la Salud, a los que acusa de querer instaurar un “nuevo estado global”. El empresario también ha expresado su admiración por Steve Bannon.
En 2016 fue considerado por el partido político chileno Renovación Nacional como posible candidato a la alcaldía de Osorno.

## Controversias
En 2013, medios como Die Welt y Der Spiegel informaron que Sven von Storch fue acusado de haber retirado un total de 98.000 euros de la cuenta del partido AfD para fines privados de él y de su esposa. La pareja afirmó que el dinero estaba en una caja de seguridad perteneciente a la coalición civil en Berlín para garantizar la liquidez de la asociación incluso en caso de pánico bancario.